# Oleh Moliboha
Oleh Moliboha   (Dniprò, 27 de febrer de 1953 - Moscou, 9 de juny de 2022) fou un jugador de voleibol ucraïnès que va competir sota bandera de la Unió Soviètica durant les dècades de 1970 i 1980.
El 1976 va prendre part en els Jocs Olímpics d'Estiu de Mont-real, on guanyà la medalla de plata en la competició de voleibol. Quatre anys més tard, als Jocs de Moscou, guanyà la medalla d'or en la mateixa competició.
En el seu palmarès també destaquen dues medalles d'or al Campionat del Món de voleibol, el 1978 i 1982, dues medalles d'or a la Copa del Món de voleibol, el 1977 i 1981, i quatre medalles d'or al Campionat d'Europa de voleibol, el 1977, 1979, 1981 i 1983.
A nivell de clubs jugà a l'Avtomobilist de Dnepropetrovsk, el Dinamo de Leningrad i el CSKA de Moscou (1975-1984), amb qui guanyà set lligues soviètiques (1976-1982), una Copa de l'URSS (1982) i tres Copes d'Europa (1977, 1982 i 1983).
Una vegada retirat exercí d'entrenador de voleibol de la selecció soviètica, russa i de l'equip masculí del CSKA de Moscou entre d'altres equips.